# Адам з Аска

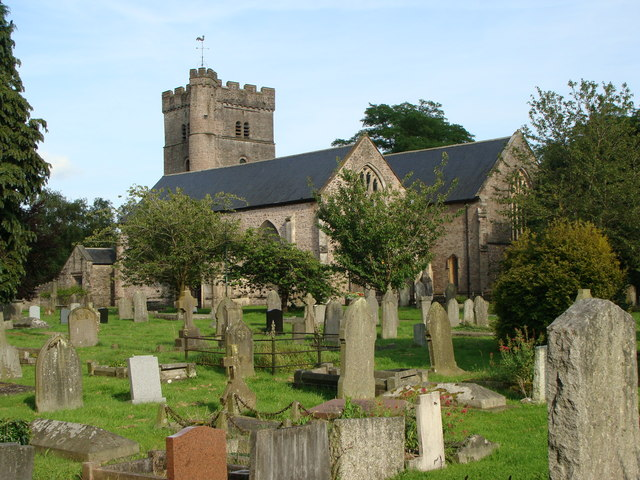
Пріоратська церкова Св. Марії В Аскі (Монмутшир), в якій був похований Адам з Аска

Адам з Аска, або Адам з Уска (англ. Adam of Usk Adam of Usk, валл. Adda o Frynbuga Adda o Frynbuga, лат. Adae de Usk Adae de Usk; 1352 — після 1430) — валлійський священик, хроніст, правознавець, один з літописців Столітньої війни і повстання Оуайна Гліндура .

## Біографія
Народився близько 1352 року в Аскі (валл. Brynbuga Brynbuga), графство Монмутшир (валл. Syr Fynwy Syr Fynwy), на південному сході Уельсу. З юних років користувався заступництвом Едмунда Мортімера, 3-го графа Марча, який отримав Аск як придане за своєю дружиною Філіппою.
У 1368 році направлений був графом для навчання в Оксфорд, де отримав ступінь доктора канонічного права . Після викладав право в Оксфордському університеті, де в 1388—1389 роках залучений був в збройну боротьбу між «сіверянами» і «жителями півдня», в тому числі валлійцями.
Покинувши Оксфорд, протягом 7 років (1390—1397) був адвокатом архієпископського суду в Кентербері, зблизившись з архієпископом Томасом Арундела, противником короля Річарда II . У вересні 1397 року разом з архієпископом брав участь в засіданні парламенту, який ухвалив рішення про вигнання останнього з Англії.
Влітку 1399 року супроводжував армію майбутнього короля Генріха IV і архієпископа Арундела в поході з Брістоля в Честер . Відіграв значну роль в поваленні Річарда II, з яким особисто зустрічався в Тауері і якого пізніше зобразив у своїй хроніці в чорних фарбах.
В якості нагороди за участь у відстороненні від влади Річарда отримав від нового короля бенефіції в декількох єпархіях, в тому числі в Кемсингу і Сиалі в Кенті, а потім — пребенду в Бангорі, отримуючи також доходи від адвокатської практики.
У 1399 році через пребенди валл. Llandygwydd Llandygwydd в Кередігіон Адам вступив в конфлікт з Волтером Джейксом на прізвисько Емпні, що закінчився в листопаді 1400 року рукоприкладством в Вестмінстері, після чого право на дохід отримав його суперник.
У лютому 1402 року, після скарги на нього з боку потерпілого Джейкса, а можливо, і через підтримки валлійського повстання Оуайна Гліндура, позбувся монаршої милості і був змушений залишити Англію і відправитися в Рим . Увійшов там в довіру до татам Боніфацій IX (1389—1404) і Інокентію VII (1404—1406), який запропонував йому єпископство в єпархіях Херефорда і Сент-Дейвидс . З 1402 по 1406 рік був капеланом і керуючим справами при папському дворі . Отримав також від авіньйонського антипапи Бенедикта XIII призначення в Лландафф (валл. Llandaff Llandaff), але вступити у володіння всіма цими бенефіціями так і не зміг.
У 1406 році змушений був покинути Рим через що спалахнули там антипапські заворушень і перебратися в Брюгге . У Фландрії відновив юридичну практику, зблизившись з одним із змовників, Генрі Персі, 1-й графом Нортумберлендського, що готував вторгнення в Англію, але 1408 року загиблим в битві з королівськими військами при Бремем-Мурії.
Лише в березні 1411 року зумів отримати королівське помилування і повернутися на батьківщину. Однак в 1414 році помер його покровитель Томас Арундель, і Адам був змушений відмовитися від церковної кар'єри і прожити залишок своїх днів в безвісності.
У 1423 році він згадується як настоятель церкви Св. Кибі в Лангибі (Монмутшир), неподалік від місця свого народження.
Помер в 1430 році і був похований в Пріоратскій церкві Св. Марії  В Аскі, де збереглася його віршована епітафія на валлійському в метриці Cywydd.
Зберігся також його заповіт, в якому згадується спадок в пріораті Лландаффа, внески в монастирях Ньюпорта і Кардіффа, а також окремі особи з валлійським іменами. Одному зі своїх родичів Едварду ап Адаму, зокрема, заповідав власноручну копію «Універсальної хроніки» (Polychronicon) Ранульф Хігдена (1347) .
Був прихильником культу Св. Тейло центром якого був собор в Лландаффі і культу апостола Фоми Індійського, який проповідували в Азії домініканці .

## Твори
Подорожуючи в роки свого вигнання з Франції, Італії, Німеччини та Фландрії, Адам з Аска зустрічався з багатьма державними і церковними діячами, а також працював в монастирських бібліотеках, зібравши чимало історичного матеріалу.
З 1401 року становив на латині власну хроніку (англ. Chronicon Chronicon), закінчену близько 1421 року і охоплюючу події 1377—1421 років . В якості основних джерел для неї він використовував хроніку Джона Стріча, римовані «Життя і діяння Генріха V» Псевдо-Елмхема, анонімні Chronicon Regum Angliae, а також аннали Уолтемського і Глостерського аббатств .
У хроніці міститься чимало цінних подробиць про події в Англії, в Уельсі і в Європі, зокрема, про селянське повстання Уота Тайлера (1381) і одному з соратників останнього Джекі Стро Про повалення Річарда II і прихід до влади Генріха IV (1399), про різдвяний візит візантійського імператора Мануїла II Палеолога до останнього в пошуках захисту від турків (1400), про Великий розкол в католицькій церкві та ін. Серед повідомлень про події Столітньої війни виділяються опису битві біля Азенкура і морських битв з французами 1416—1417 років, а також наведений хроністом перелік загиблих англійських лицарів і представників знаті.
Особливо цікаві повідомлення Адама про валлійське повстання Оуайна Гліндура (1400—1415), що включають, зокрема, опис спалення останнім Аска, битв при Гросмонті, при Пулл Меліне і при Бремем-Мурі, а також про заколот барона Томаса Бардольфа в Нортамберленді(1405), з описами облог Берика, Алніка тощо. Серед наведених хроністом справжніх документів виділяється лист Оуайна Гліндура королю Шотландії Якову I Стюарту, в якому він виводить його рід від старшого сина легендарного Брута Троянського Альбанакта, а свій — від молодшого сина Камбра .
За характером свого викладу хроніка Адама з Аска більше нагадує не літопис, а щоденник . Освічений і спостережливий хроніст не упускає навіть таких деталей, як краса Люцернського озера, якість вина з Бона (Франція) або поведінку римських вуличних собак.
Хроніка збереглася в єдиному рукописі, що зберігається в Британській бібліотеці (Add. MS 10104) і не має заключної частини, яка виявлена була в 1885 році в зборах замку Бівер-Касл .
Кухня країн видання та переклад хроніки під назвою Chronicon Adæ de Usk були здійснені в 1876 році істориком і палеографом Эдвардом М. Томсоном для Королівського літературного суспільства, а потім перевидавалися в 1904, 1980, 1990 і 1997 роках.

## Публікації
- Chronicon Adae de Usk, AD 1377—1421. Ed. with a transl. and notes by Edward Maunde Thompson. — London: John Murray, 1876. — xiii, 243 p.
- Chronicon Adæ de Usk, AD 1377—1421. Ed. and trans. by Edward Maunde Thompson. — London: H. Frowde, 1904. — xxxviii, 346 p.
- Chronicon Adæ de Usk, AD 1377—1421. Ed. and trans. by Edward Maunde Thompson. — New York: AMS Press, 1980. — xxxviii, 346 p. — ISBN 978-0404163679 . (Reprint of the 2d ed.)
- The Chronicle of Adam of Usk, AD 1377—1421. — Felinfach: Lampeter; Dyfed: Llanerch Enterprises, 1990. — 192 p. — ISBN 978-0947992361 .
- The Chronicle of Adam Usk, 1377—1421. Ed. and trans. by C. Given-Wilson. — Oxford: Clarendon Press; New York: Oxford University Press, 1997. — xciv, 290 p. — (Oxford Medieval Texts). — ISBN 978-0198204831 .